# آرامستان ارامنه گشنزجان
گورستان ارامنه گشنیز جان مربوط به دوره قاجار (۱۸۶۰ میلادی) است و در شهرستان کیار، بخش مرکزی، شمال غرب روستای گشنیزجان و در دامنه کوه زنگیان واقع شده و این اثر در تاریخ ۲۵ خرداد ۱۳۸۱ با شمارهٔ ثبت ۵۸۷۳ به‌عنوان یکی از آثار ملی ایران به ثبت رسیده است.